# Équipe cycliste Rochet-Dunlop
L'équipe cycliste Rochet-Dunlop est une équipe cycliste française, ayant existé entre 1944 et 1959. 
En 1960, elle fusionne avec la formation Coupry-Margnat pour devenir l'équipe Rochet-Margnat,.

## Principales victoires

### Courses d'un jour
- Metz-Luxembourg : 1945 (Jean Kirchen)
- Paris-Roubaix : 1946 et 1947 (Georges Claes)
- Tour des onze villes : 1946 (Sylvain Grysolle)
- Bordeaux-Paris : 1947 (Joseph Somers)
- Tour du Limbourg : 1947 (Georges Claes)
- Kuurne-Bruxelles-Kuurne : 1947 (André Pieters) et 1948 (Achiel Buysse)
- Circuit Het Volk : 1948 (Sylvain Grysolle)
- Coppa Agostoni : 1948 (Luigi Malabrocca)
- Grand Prix de Wallonie : 1949 (Jacques Geus)
- Grand Prix de Fourmies : 1949 (Eugène Dupuis)
- Nokere Koerse : 1957 (André Auquier)

### Courses par étapes
- Tour de l'Ouest : 1948 (Albert Dubuisson)